# Art Van Damme
Art Van Damme (Norway, 9 aprile 1920 – Roseville, 15 febbraio 2010) è stato un fisarmonicista statunitense di musica jazz.

## Biografia
Nato a Norway, comincia a suonare la fisarmonica all'età di 9 anni. Inizia gli studi classici quando si trasferisce con la famiglia a Chicago nel 1934.
Nel 1941 entra a far parte della band di Ben Bernie come fisarmonicista. Ha riscritto alcuni brani di Benny Goodman per fisarmonica.
Dal 1945 al 1960 lavora per la NBC, suonando in programmi come The Dinah Shore Show, Tonight, The Dave Garroway Show, e altri programmi radio e TV con Garroway. Ha registrato ben 130 episodi del programma, con una durata di 15 minuti, The Art Van Damme Show per la radio NBC.
Durante i suoi tour, Van Damme ha girato tutta l'Europa ed è stato molto popolare con ascoltatori jazz in Giappone. Ha vinto più volte il sondaggio nazionale Down Beat per il suo strumento nello stesso periodo.
Van Damme si è sposato, avendo tre figli. Dopo essersi ritirato a Roseville, ha continuato a suonare fino alla fine della sua vita. Dopo molte settimane di polmonite, muore all'età di 89 anni, il 15 febbraio 2010.

## Discografia
- The Art Of Van Damme (Phillips, B 07189)
- På Kungliga Djurgården (Pi, PLP 005)
- Lover Man (Pickwick, SPC 3009)
- By Request (Sonic Arts Digital, LS12)
- Art & Liza (Svenska Media AB, SMTE 5003)
- Cocktail Capers (Capitol, H178)
- More Cocktail Capers (Capitol, T300)
- More Cocktail Capers (Capitol, H30) 0 (10")
- The Van Damme Sound (Columbia, CL-544)
- They're Playing Our Song (Columbia, CL-1227)
- Everything's Coming Up Music (Columbia, CL-1382/CS-8177)
- House Party (Columbia, CL-2585)
- Music For Lovers Harmony (Columbia, HS 11239)
- Many Mood Of Art (BASF, MC 25113)
- Star Spangled Rhythm (BASF, MC 25157) (Doppelset)
- State Of Art (MPS, 841 413 2)
- 1953 Martini Time (Columbia, CL-630)
- 1956 Manhattan Time (Columbia, CL-801)
- 1956 Art Van Damme & Miss Frances Bergen (Columbia, CL873
- 1956 The Art Of Van Damme (Columbia, CL-876)
- 1960 Accordion a la Mode (Columbia, CL-1563/CS-8363)
- 1961 Art Van Damme Swings Sweetly (Columbia, CL-1794/CS 8594)
- 1962 A Perfect Match (Columbia, CL-2013/CS-8813)
- 1964 Septet (Columbia, CS-8992)
- 1966 With Art Van Damme in San Francisco (MPS 15073)(SABA SB 15073 ST)
- 1967 The Gentle Art of Art (MPS 15114)
- 1967 Ecstasy (MPS 15115)(SABA, SB 15115 ST)
- 1968 Art In The Black Forest (MPS, MPS 15172)
- 1968 Lullaby In Rhythm (MPS, MPS 15 171)
- 1969 On The Road (MPS, MPS 15235)
- 1969 Art & Four Brothers (MPS, MPS 15236)
- 1970 Blue World (MPS 15277)(Pausa, PR 7027)
- 1970 Keep Going (MPS 15278)(Pausa, PR 7104)
- 1972 Squeezin' Art & Tender Flutes (MPS 15372)(Pausa, PR 7126)
- 1972 The Many Moods of Art
- 1973 Star Spangled Rhythm
- 1973 Invitation
- 1973/1979 Art van Damme with Strings (MPS 15412)
- 1983 Art Van Damme & Friends (Pausa, PR 7151)
- 1995 Two Originals - Keep Going/Blue World
- 1998 Van Damme Sound/Martini Time (Collectables CD)
- 1999 Once Over Lightly/Manhattan Time (Collectables CD)
- 2000 State of Art (MPS 8414132)
- 2000 Accordion à la Mode/A Perfect Match
- 2006 Swinging The Accordion On MPS